# Metropolitana di Porto Alegre
La metropolitana di Porto Alegre è la metropolitana che serve la città e i sobborghi di Porto Alegre in Brasile, nello Stato di Rio Grande do Sul. Attualmente è composta da una sola linea metropolitana, la Linea 1 (identificata dal colore blu, inaugurata nel 1985), e da un people mover inaugurato nel 2013 che la collega all'aeroporto.
È gestita congiuntamente dal governo federale, dal governo dello Stato di Rio Grande do Sul e dalla città di Porto Alegre attraverso la società Trensurb (Empresa de Trens Urbanos de Porto Alegre S.A.). e trasporta circa 175.000 utenti al giorno.

## Rete
La rete attualmente si compone di una linea metropolitana e di un people mover:
| Linea     | Percorso                | Inaugurazione | Ultima estensione | Lunghezza | Stazioni | Tempo di percorrenza |
| --------- | ----------------------- | ------------- | ----------------- | --------- | -------- | -------------------- |
| 1         | Mercado - Novo Hamburgo | 1985          | 2014              | 43,8 km   | 22       | 53 min               |
| Aeromóvel | Aeroporto - Terminal 1  | 2013          | -                 | 0,8 km    | 2        | 2 min                |

## Storia

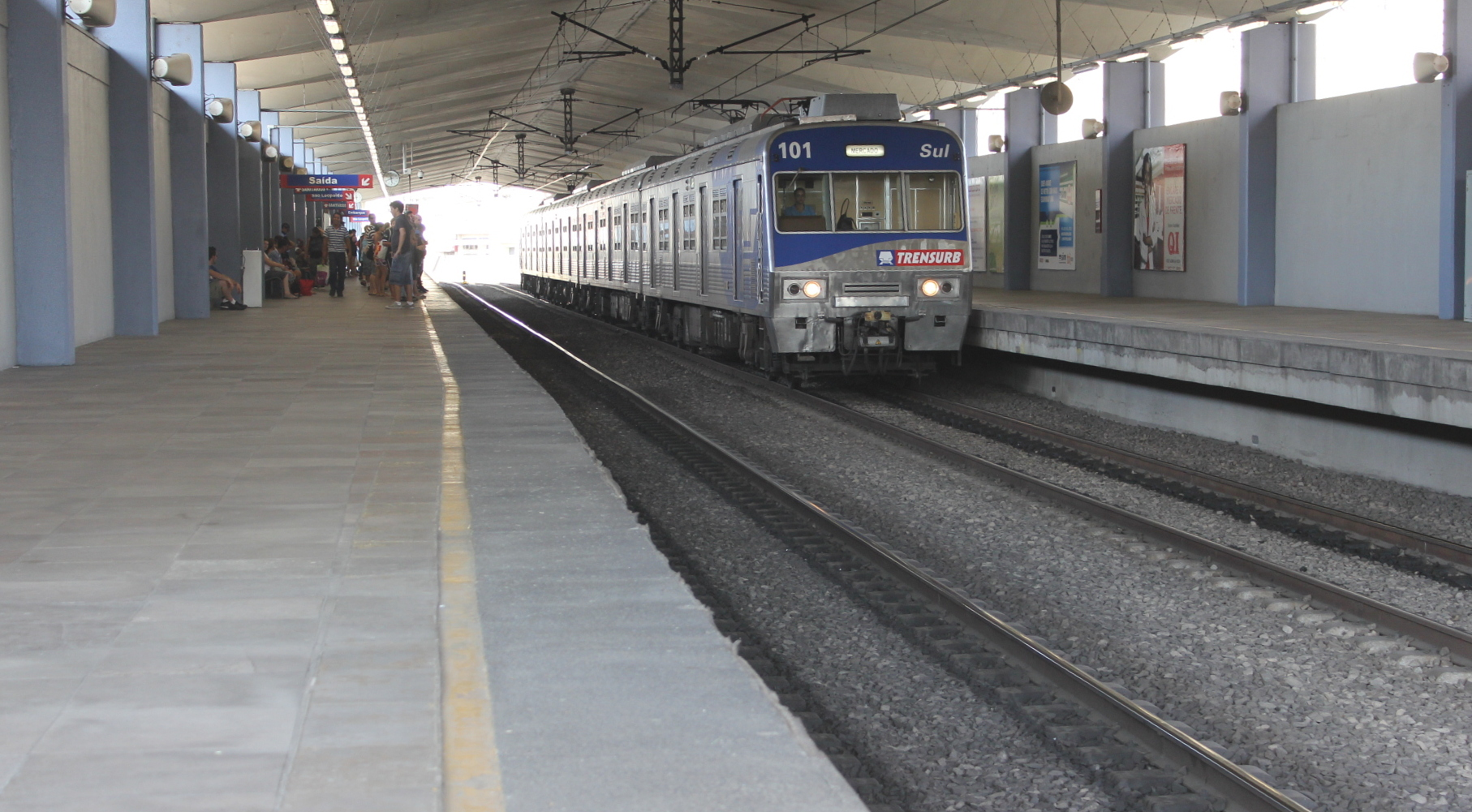
Un treno entra presso una delle stazioni

La costruzione della prima metropolitana della città di Porto Alegre è iniziata nel 1980. La Linea 1 venne inaugurata il 2 marzo 1985 tra le stazioni di Mercado e di Sapucaia. Nel dicembre del 1997 la linea viene estesa fino a Unisinos; un'altra estensione venne aperta nel novembre del 2000 fino a São Leopoldo, dopo due mesi di pre-esercizio.
Nel 2011 iniziarono i lavori di costruzione dell'Aeromóvel, un sistema di People mover con lo scopo di connettere il Terminal 1 dell'Aeroporto internazionale Salgado Filho con la fermata Aeroporto della Linea 1 della metropolitana in previsione del Campionato mondiale di calcio 2014. Il sistema lungo 0,8 km, ha avuto un costo di 30 milioni di reis. Il sistema è stato inaugurato il 21 agosto 2013.
Il 22 maggio 2012 Trensurb iniziò i test di funzionamento di due delle cinque nuove stazioni (Rio Dos Sinos e Santo Afonso) del prolungamento della Linea 1 fino Novo Hamburgo. Questa prima fase di espansione della linea, lunga 2,4 km, ha portato la lunghezza di tale linea a 38,7 km. Queste due nuove stazioni sono state aperte al pubblico il 3 luglio dello stesso anno.
Nel gennaio 2014 sono state inaugurate altre tre stazioni (Industrial, Fenac e Novo Hamburgo) della Linea 1, che ha portato la lunghezza della linea a 43,4 km e un tempo di percorrenza di 53 minuti. Il costo totale di questa espansione è stato di 953 milioni di reis.

### Cronologia
| Data             | Tratta - Stazione            | Linea     |
| ---------------- | ---------------------------- | --------- |
| 2 marzo 1985     | Mercado - Sapucaia           | 1         |
| 9 dicembre 1997  | Sapucaia - Unisinos          | 1         |
| 20 novembre 2000 | Unisinos - São Leopoldo      | 1         |
| 3 luglio 2012    | São Leopoldo - Santo Afonso  | 1         |
| 21 agosto 2013   | Aeroporto - Terminal 1       | Aeromóvel |
| 30 gennaio 2014  | Santo Afonso - Novo Hamburgo | 1         |

## Le linee

### La Linea 1
La Linea 1, caratterizzata dal colore blu, unisce il centro della città di Porto Alegre con la parte nord. I suoi capolinea sono: Mercado e Novo Hamburgo. Oltre a servire la città di Porto Alegre, serve i sobborghi intorno alla città come São Leopoldo, Novo Hamburgo e Canoas.
La costruzione della linea è iniziata nel 1980 e l'ultima espansione è stata aperta nel 2014, quando sono aperte le stazioni fino a Novo Hamburgo.

### Aeromóvel
La costruzione di questo people mover iniziarono nel 2011 e venne completata nell'agosto del 2013 quando venne aperto al pubblico. Lungo poco più di 800 metri, collega il Terminal 1 dell'aeroporto della città con la Linea 1 della metropolitana.

## Servizio

### Titoli di viaggio
Il biglietto unitatio per la metropolitana di Porto Alegre ha un costo di R$1,70

### Orari
La Linea 1 effettua il servizio tutti i giorni dalle 05.00 fino alle 23.20; mentre l'Aeromóvel effettua il servizio tutti i giorni dalle 06.30 fino alle 16.00.

## Progetti

### Nuove Linee
| Linea | Percorso       | Inaugurazione | Lunghezza | Stazioni | Stato            |
| ----- | -------------- | ------------- | --------- | -------- | ---------------- |
| 2     | FIERGS- Azenha | ?             | 19        | 13       | In progettazione |

È in progetto la costruzione di una nuova linea metropolitana, che collegherà il centro della città con i sobborghi a est della città. La lunghezza della linea dovrebbe essere di 19 km (cui 16 sotterranei) e 13 stazioni. Il colore identificativo della linea dovrebbe essere il verde.

### Adeguamento delle stazioni
Trensurb sta inoltre lavorando alla ristrutturazione di tutte le stazioni, soprattutto sotto l'aspetto del loro adeguamento per l'accessibilità delle persone con disabilità fisiche. Il programma prevede lo sviluppo di progetti e di opere da realizzare entro il 2014 con un investimento stimato di oltre 33 milioni di reis.